# 高翔 (清朝)

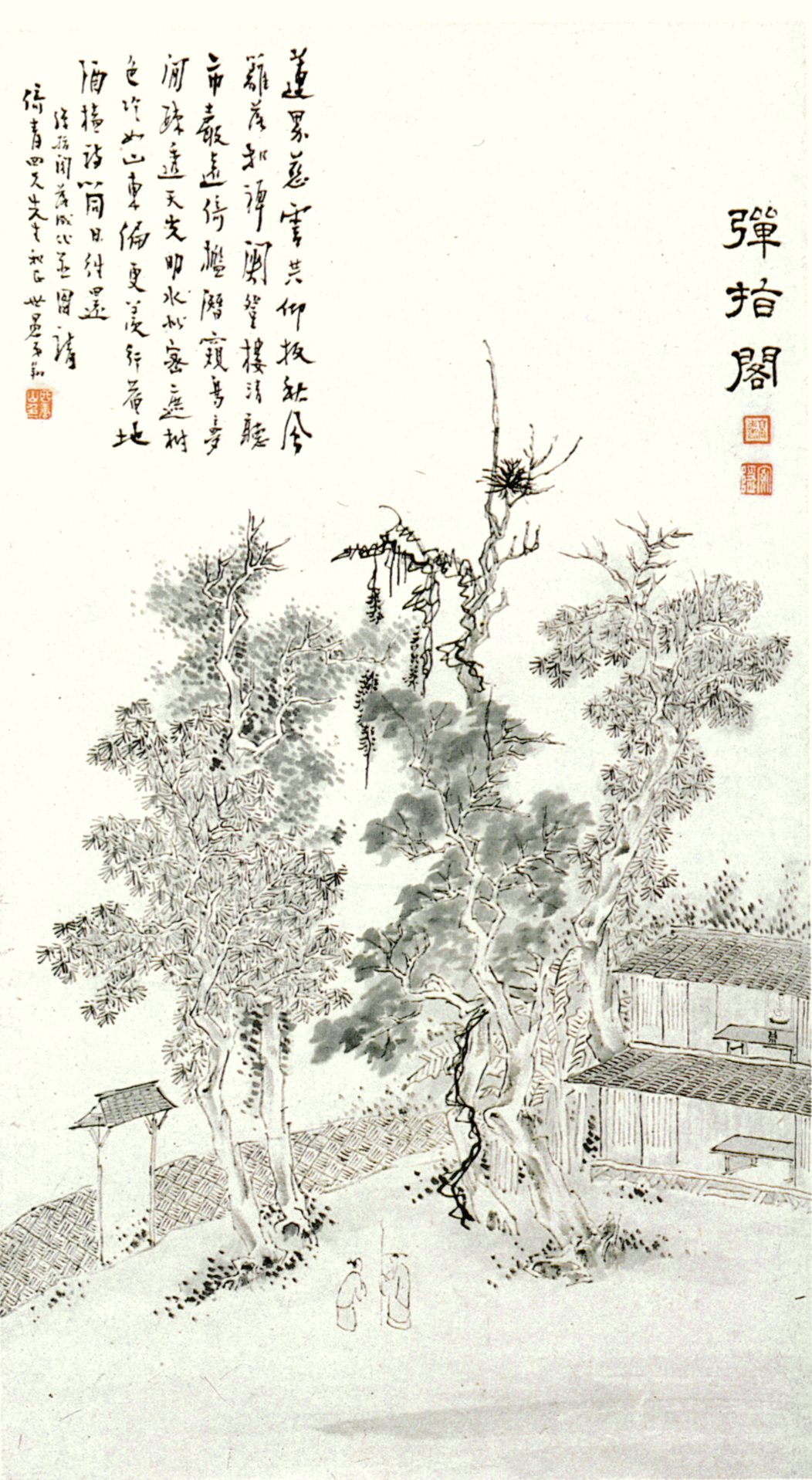
弹指阁

高翔（1688年—1754年），字鳳岡（一作字凤岗），號西唐、樨堂、犀堂、西堂、西堂山人、山林外臣，江蘇揚州甘泉人，清朝画家。

## 生平
生於康熙二十七年（1688年）。終身布衣，性格高傲，與石濤、金農、汪士慎為友。世稱“揚州八怪”。

## 轶事
石涛曾有“谁将一石春前酒，漫洒孤山雪后坟”之句，李斗《揚州畫舫錄》記載石濤死後，高翔每年為他掃墓，“至死弗輟”。《廣陵詩事》亦載此事。

## 艺术成就
高翔畫梅以疏枝瘦幹取勝，晚年右手殘廢，常以左手作書畫。金農謂：“汪士慎畫繁枝，高翔畫疏枝，予居不疏不繁之間。”作品有《彈指閣圖》等。又善寫詩，有《西唐詩鈔》。 